# Myripristis earlei
Myripristis earlei là một loài cá biển thuộc chi Myripristis trong họ Cá sơn đá. Loài này được mô tả lần đầu tiên vào năm 2003.

## Từ nguyên
Từ định danh earlei được đặt theo tên của nhà ngư học John L. Earle, người đầu tiên đặt ra nghi vấn rằng loài này khác với Myripristis berndti, và cũng là người đã thu thập và chụp ảnh mẫu vật.

## Phạm vi phân bố và môi trường sống
M. earlei được ghi nhận tại quần đảo Marquises (Polynésie thuộc Pháp) và quần đảo Phoenix (Kiribati), được thu thập ở độ sâu khoảng 10–37 m.

## Phân loại học
Dữ liệu DNA ty thể của hai loài lại không cho thấy sự khác biệt đủ để công nhận đây là hai loài riêng biệt. Vì vậy, theo giả thuyết của các tác giả, M. earlei trước đây vốn là một quần thể M. berndti bị cô lập ở Marquises và phát triển thành một loài mới trong khoảng vài ngàn năm trở lại đây. Sau đó, một quần thể M. berndti khác lại tiếp tục tiến vào Marquises khiến cho cả hai loài cùng xuất hiện ở đây. Theo hải lưu mà ấu trùng của M. earlei đã phát tán đến Phoenix.

## Mô tả
Chiều dài cơ thể lớn nhất được ghi nhận ở M. earlei là 24 cm.
M. earlei ban đầu được xem là một biến thể loài của Myripristis berndti do có sự khác biệt về hình thái. M. earlei không có hoặc chỉ có một vài vảy nhỏ ở nửa dưới của gốc vây ngực (những cá thể có vảy nhỏ như vậy được cho là lai tạp giữa hai loài); hàm dưới không nhô ra nhiều, rìa vây lưng mềm, vây hậu môn và vây đuôi không có màu trắng; phần gai vây lưng có màu đỏ thay vì vàng cam ở rìa như M. berndti.